# پایگاه هوایی لونی‌نتز
پایگاه هوایی لونی‌نتز (به انگلیسی: Luninets (air base)) یک فرودگاه نظامی است که یک باند فرود بتن دارد و طول باند آن ۲۵۰۰ متر است. این فرودگاه در کشور بلاروس قرار دارد و در ارتفاع ۱۴۴ متری از سطح دریا واقع شده است.